# 拾得
拾得（じっとく、生没年不詳）は、中国唐代に台州にある天台山の国清寺にいたとされる伝説的な風狂僧。豊干禅師に拾われて仕事を得たのが、名前の由来とされる。寒山と拾得は仲が良く、いつも子供のように遊び回っていた。その様子があまりに風変わりだったため、後世の人によって特別視され、寒山は文殊菩薩、拾得は普賢菩薩の化身とする説が生まれた。
寒山と共に有髪の姿で禅画の画題とされる。巻物を持った姿で描かれる寒山に対して、拾得は箒を持った姿で表現される。

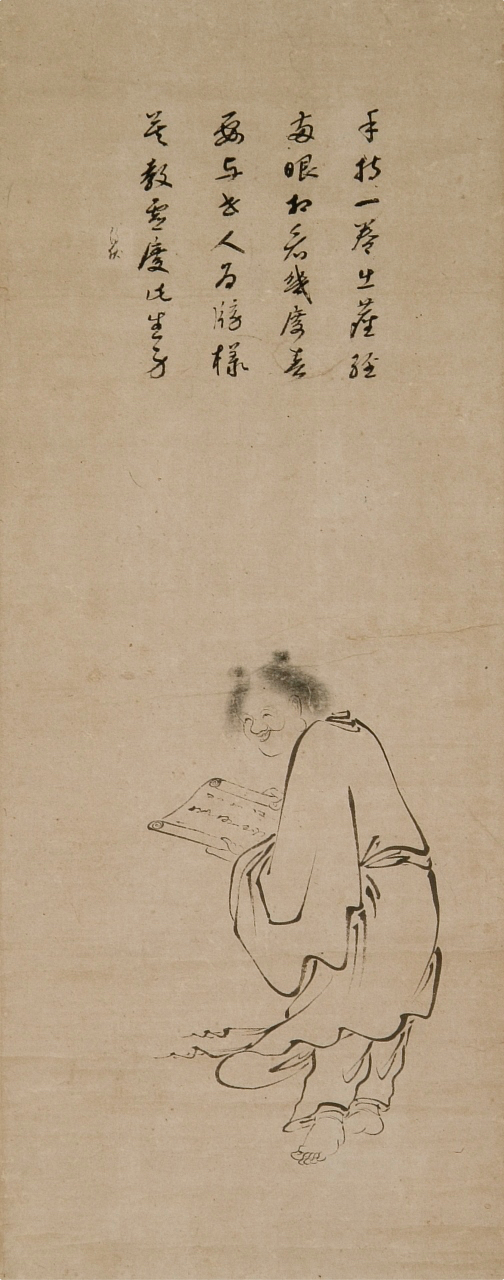
元 13世紀「拾得図」虎巌浄伏賛
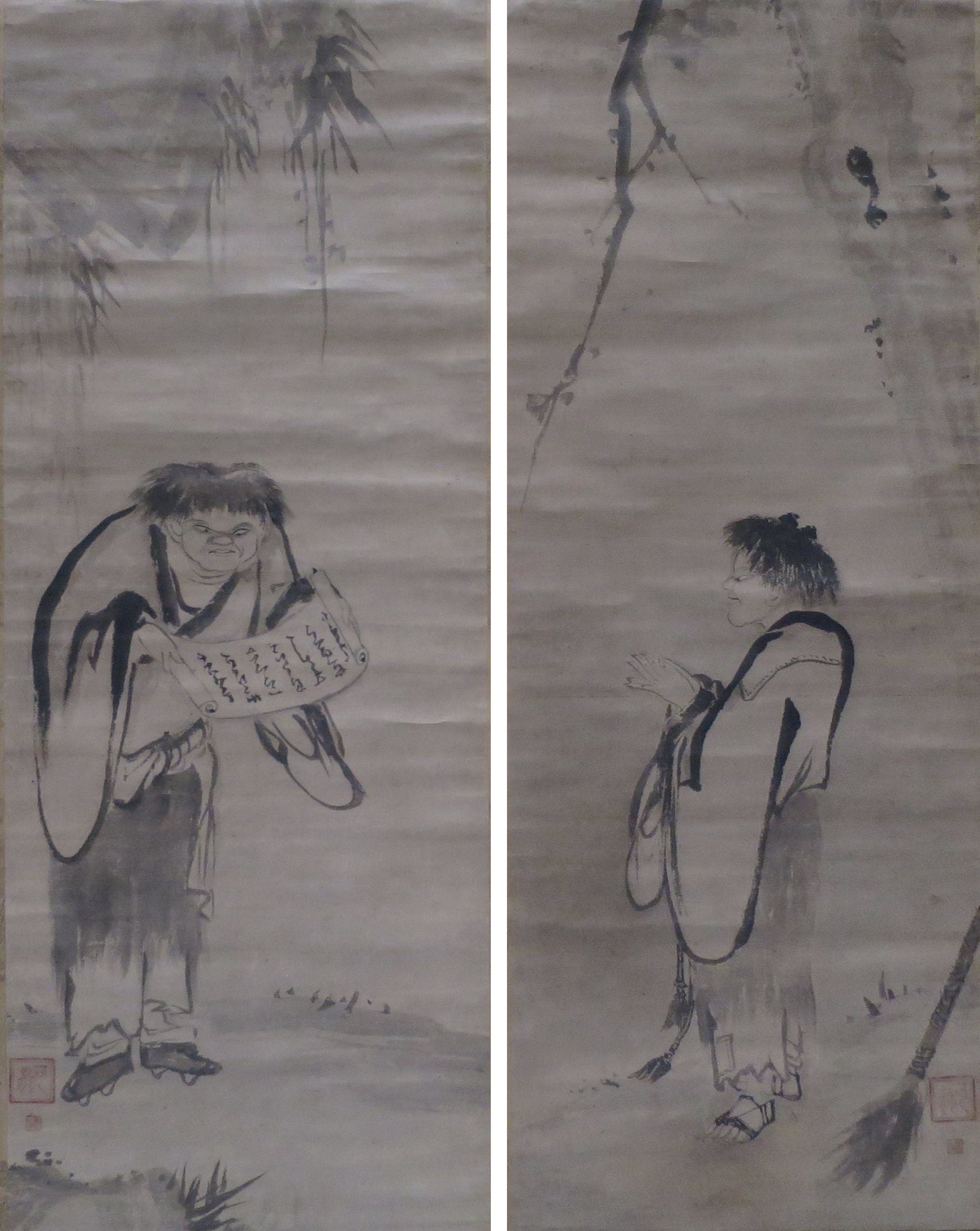
可翁筆 左:拾得。右:寒山 14世紀
周文筆 15世紀
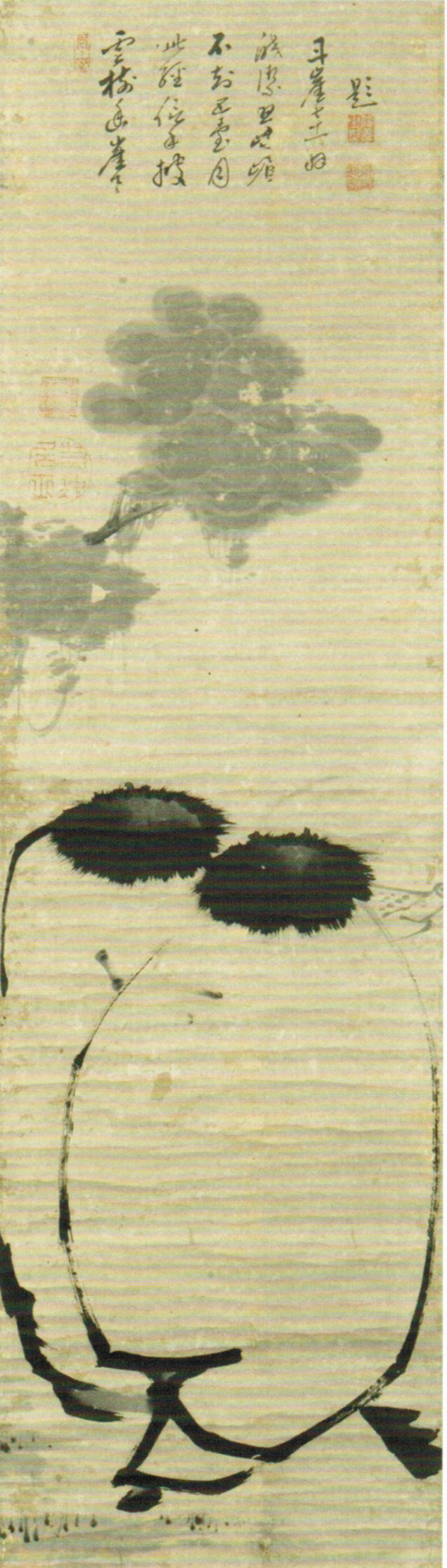
伊藤若冲筆「寒山拾得」1763年頃
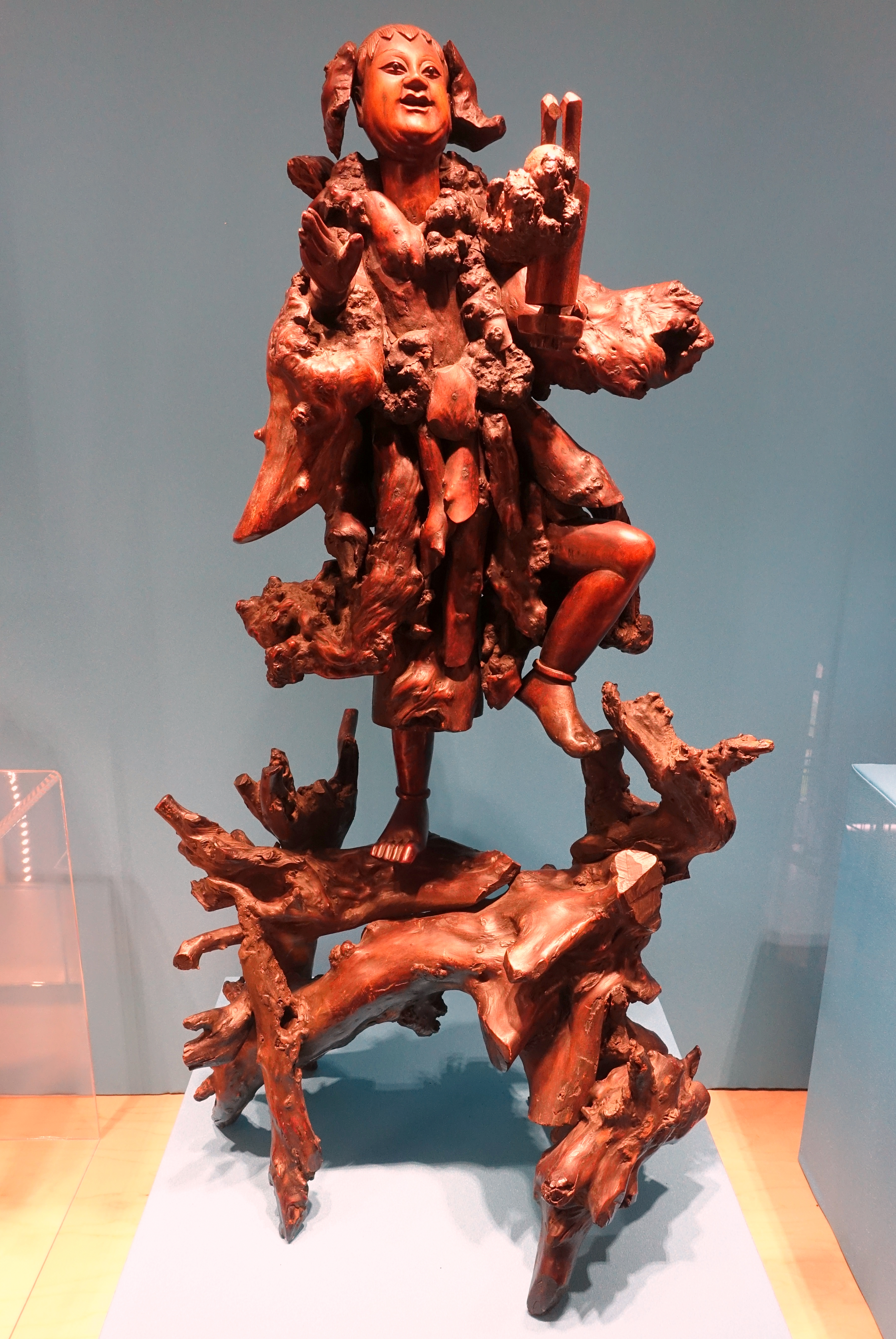
清 19世紀の根彫刻（英語版）の「拾得」